# PTX, Vol. III
PTX, Vol. III è un EP del gruppo a cappella Pentatonix pubblicato il 23 settembre 2014 dalla RCA Records. L'extended play contiene quattro arrangiamenti e tre tracce nuove (On My Way Home, See Through e Standing By). Il 23 ottobre 2015 è stato annunciato che l'EP ha venduto oltre 200 000 copie.

## Disco
In aprile e maggio 2014, durante il tour europeo dei Pentatonix, hanno iniziato a lavorare all'extended play. È stato registrato in varie città, dato che i cantanti dovevano viaggiare tra Europa, America ed Asia per il tour, come Singapore, New York City e Giappone. La canzone On My Way Home è stata scritta originariamente da Chris Martin,  cantante della band britannica Coldplay, per il loro settimo album A Head Full of Dreams, che poi è stata offerta ai Pentatonix, rinunciando così di essere inclusa nell'album dei Coldplay.

## Tracce
1. Problem – 2:29
2. On My Way Home – 3:15
3. La La Latch – 3:41
4. Rather Be – 3:33
5. See Through – 3:19
6. Papaoutai – 3:33
7. Standing By – 4:13

## Formazione
- Scott Hoying
- Mitch Grassi
- Kirstin Maldonado
- Avi Kaplan
- Kevin Olusola

## Classifiche
| Classifica (2014) | Posizione massima |
| ----------------- | ----------------- |
| Australia         | 19                |
| Canada            | 8                 |
| Danimarca         | 21                |
| Finlandia         | 47                |
| Italia            | 89                |
| Nuova Zelanda     | 19                |